# 高體鰟鮍
高体鰟鮍（學名：Rhodeus ocellatus）为輻鰭魚綱鯉形目鱊科鰟鮍属的魚類，俗名土扁屎、鱊或牛糞鯽、牛屎鯽仔、紅目鯽仔（臺灣話：âng-ba̍k-tsit-á）、水打扁（客家話）。分布于朝鲜半島以及南盘江、长江、香港、台灣、福建和海南等。该物种的模式產地在上海。雌性的體長約4到5公分，雄性的體長約5到8公分。體扁，身體銀灰色，但到了發情季節時，雄性的身體會轉成紫紅色到玫瑰紅色，以吸引異性。
高體鰟鮍依賴水中的巨型淡水河蚌及河蜆作為寄主，在貝內的鰓瓣上產卵。因此，保護高體鰟鮍的同時，保護與其共同棲息的河蚌及河蜆也很重要，例如：粉嶺北梧桐河河曲的二枚貝。

## 亞種
- 高體鰟鮍指名亞種Rhodeus ocellatus ocellatus (Kner, 1866) ，產於台灣、中國東部、香港、朝鮮半島與日本
- 久留米鰟鮍Rhodeus ocellatus smithi/Rhodeus ocellatus kurumeus  Jordan & Thompson, 1914 ，日本特有種